# Liryka instrumentalna
Liryka instrumentalna – rodzaj muzyki zainspirowany lirycznym tekstem poetyckim. Obok liryki wokalnej powstała jednak kategoria liryki instrumentalnej, obejmująca małe formy instrumentalne, zwłaszcza miniatury fortepianowe i skrzypcowe, pieśni bez słów, impromptu, preludia, aż po ballady czy rapsodie.
Inicjatorem liryki instrumentalnej jest Franz Schubert, który zapoczątkował ten gatunek swoimi Impromptu oraz Moment Musicaux, które odznaczają się bogactwem melodii i niejednokrotnie przeobrażają się w poematy-fantazje przepełnione urokiem i nastrojem lirycznym.

## Cechy liryki instrumentalnej
Utwory należące do liryki instrumentalnej często zaopatrzone są w nazwy, które wskazują na ich charakter (np. kołysanka, romans, fantazja). Cechuje ją wzmożona uczuciowość, a najważniejszą rolę odgrywa w niej melodyka. Budowa okresowa często ulega modyfikacjom.

## Podział utworów lirycznych
Utwory liryczne dzielimy ze względu na wyraz emocjonalny:
- izomorficzne – o jednolitym wyrazie emocjonalnym, które cechuje jednolitość melodyczna (formalna), lub jednolitość faktury lub rytmiczna (figuracje);
- polimorficzne – zróżnicowane pod względem wyrazowym, o przejrzystej budowie, z kontrastującymi częściami, często stosowana jest forma 3-częściowa typu repryzowego, gdzie cz. I może być powtórzona dosłownie lub ze zmianami.

## Niektóre formy należące do liryki instrumentalnej
- fantazja
- ballada
- rapsodia
- miniatura instrumentalna
- nokturn (muzyka)
- elegia
- legenda
- serenada
- burleska
- marzenie
- kołysanka
- noveletta
- kaprys